# Малиново (Приморский край)
Мали́ново — село в Дальнереченском районе Приморского края, административный центр Малиновского сельского поселения.

## География
Село Малиново находится к юго-востоку от Дальнереченска, на левом берегу реки Малиновка выше впадения в неё слева реки Быстрая.
Село стоит на автодороге Дальнереченск — Ариадное — Кокшаровка между сёлами Вербное и Любитовка.
Расстояние от села Малиново до районного центра города Дальнереченск около 83 км.

## История
Основано в 1888 году донскими казаками, во главе с Артемом Бойко, переселившимися с Таганрог. В 1898 году в посёлке Малиново было 145 домов. Семья Бойко во время Гражданской войны в России поддержала белое движение. 5 сентября 1922 года село было взято красной армией. Семья Бойко была арестована. 6 октября почти вся семья была расстреляна, лишь младший сын Артема Бойки смог сбежать сначала в Маньчжурию, а затем во Францию.

## Население
| 1915 | 2002  | 2003  | 2010  |
| ---- | ----- | ----- | ----- |
| 873  | ↗1298 | ↗1347 | ↘1104 |

## Улицы
| - ул. 50 лет Октября, - ул. 60 лет Октября, - ул. 70 лет Октября, - ул. Комсомольская, - ул. Луговая, - ул. Майская, - ул. Набережная, | - ул. Партизанская, - ул. Пионерская, - ул. Речная, - ул. Транспортная, - ул. Школьная, - ул. Южная. |

## Экономика
Жители занимаются сельским хозяйством.